# Calanque

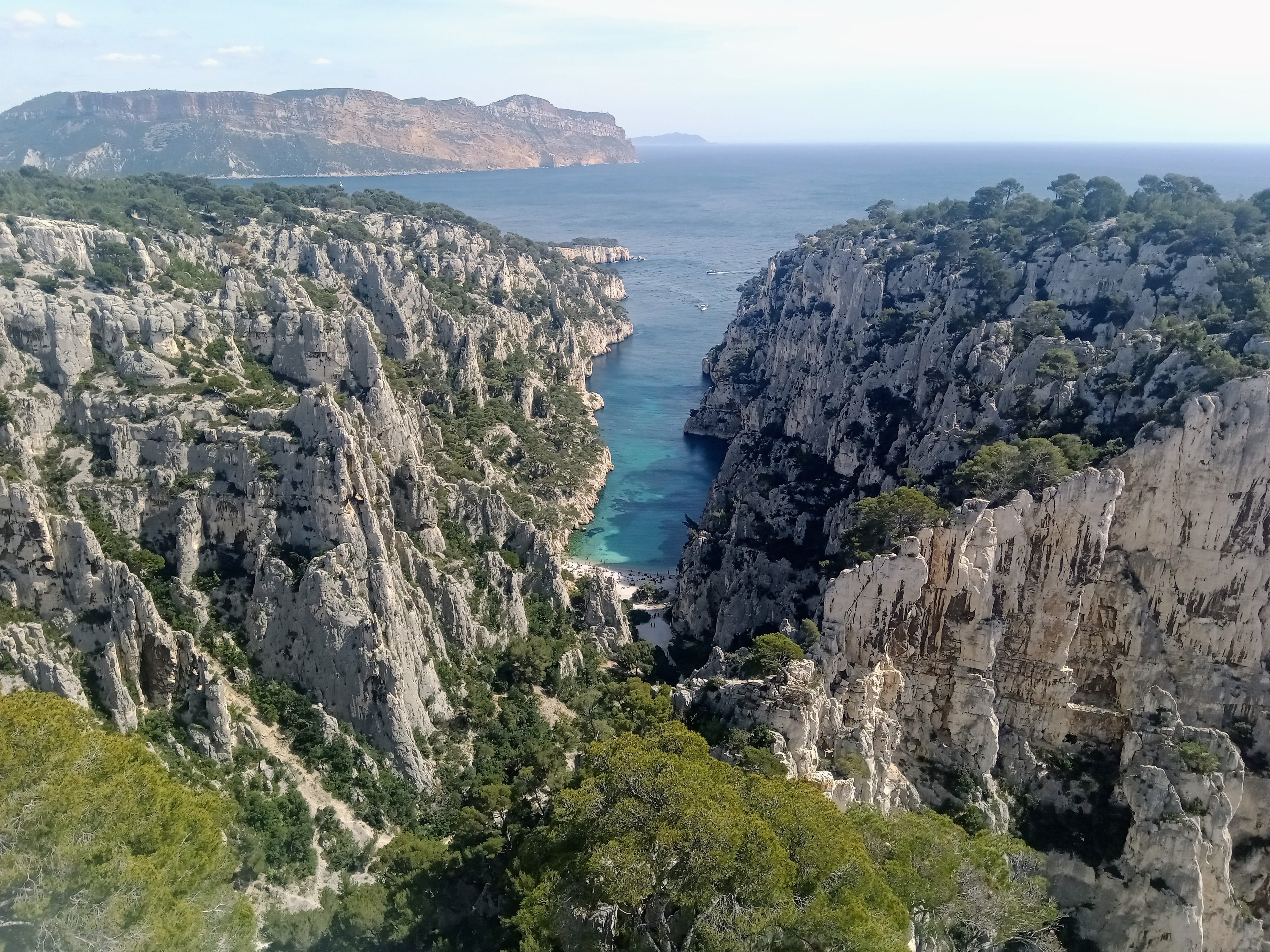
Die Calanque d’En-Vau, ein überflutetes altes Flusstal

Eine Calanque ist eine geologische Formation einer schmalen, tiefen Bucht mit steilen Rändern, die teilweise vom Meer überflutet wird. Diese fjordartigen Einschnitte existieren rund um das Mittelmeer mit eigenen Namen in den verschiedenen Sprachen: Calanca oder Calanco auf Okzitanisch oder Provenzalisch, Calanca oder Cala auf Korsisch oder Italienisch sowie Cala auf Katalan. An der Küste der Provence heißt solch eine Bucht Calanque. Sie wird durch fluviale Erosion gebildet, während Fjorde durch Glazialerosion gebildet werden. Der Anstieg des Meeresspiegels vor 12.000 Jahren um über 100 m hat die schluchtartigen Flusstäler teilweise überflutet. Andere im Meer „ertrunkene“ Täler werden auch Rias genannt.

## Entstehung
Calanques können sich in Gesteinsschichten organischen Ursprungs (Kalkstein) oder magmatischen Ursprungs (Basalt, Rhyolith und Granit) bilden. Die Entstehung einiger Calanques entlang der Mittelmeerküste geht auf die messinische Salinitätskrise vor 5,96 bis 5,32 Millionen Jahren zurück. In dieser Zeit wurde das Mittelmeer vom Atlantik isoliert, und sein Wasserspiegel sank bis zu 1.500 m unter den des Atlantiks ab. Infolgedessen vertieften die Flüsse, die ins Mittelmeer flossen, ihre Täler um Hunderte von Metern. Die fluviale Erosion durch kleinere Bäche und Flüsse schuf zahlreiche tiefe, steilwandige Täler. Ebenfalls zu dieser Zeit entstanden steilwandige, trockene Karsttäler durch den Einsturz von Höhlen. Diese bildeten sich in Kalkstein, Dolomit und anderen Karbonatgesteinen als Folge des stark gesunkenen Meeresspiegels des Mittelmeers. In den letzten 2 Millionen Jahren während des Pleistozäns wurden die schluchtartigen Täler weiter vergrößert und durch fluviale und/oder tektonische Prozesse weiter verändert. Dies geschah während eiszeitlicher Meeresspiegelsenkungen von bis zu 100 Metern. Während dieser glazialen Niedrigwasserperioden bildeten sich entlang der Mittelmeerküste weitere steilwandige Täler durch fluviale Erosion. All diese Täler wurden mit dem Anstieg des Meeresspiegels, der vor etwa 12.000 Jahren begann (holozäne Meerestransgression), teilweise überflutet und formten so die heutigen Calanques in Südfrankreich, Korsika und Italien.

## Hydrologie

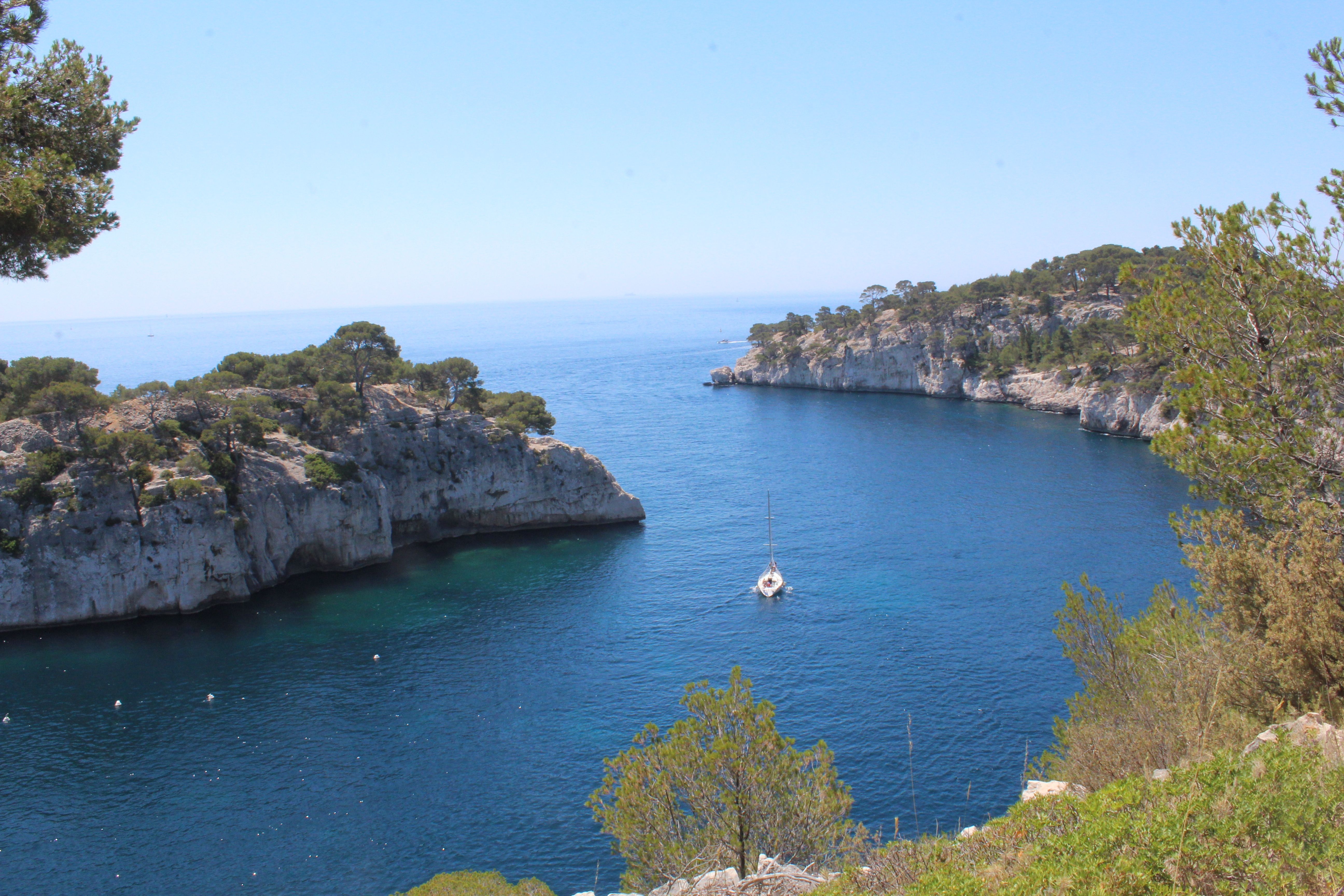
Überschwemmtes Flusstal Calanque de Port-Miou (Cassis)

Das Wasser in einer Calanque ist oft kühler als in den umliegenden Meeresregionen. Dies liegt einerseits daran, dass die Klippen im Meer weiterhin steil abfallen ohne die Präsenz eines echten Küstenplateaus. Andererseits existieren häufig zahlreiche Süßwasserquellen unter der Meeresoberfläche, die durch ein Netzwerk unterirdischer Bäche gespeist werden. Solche Karstquellen sind von allen Kalkküsten des Mittelmeers bekannt. Der Meeresspiegel sank während den Eiszeiten des Quartärs um etwa 100 m – 135 m ab, bevor er vor etwa 10.000 Jahren wieder das heutige Niveau erreichte. Dadurch wurden die ehemaligen Mündungen der Bäche und Flüsse überschwemmt, ebenso wie einige Quellen.

## Die bekanntesten Calanques in Frankreich

### Massif des Calanques

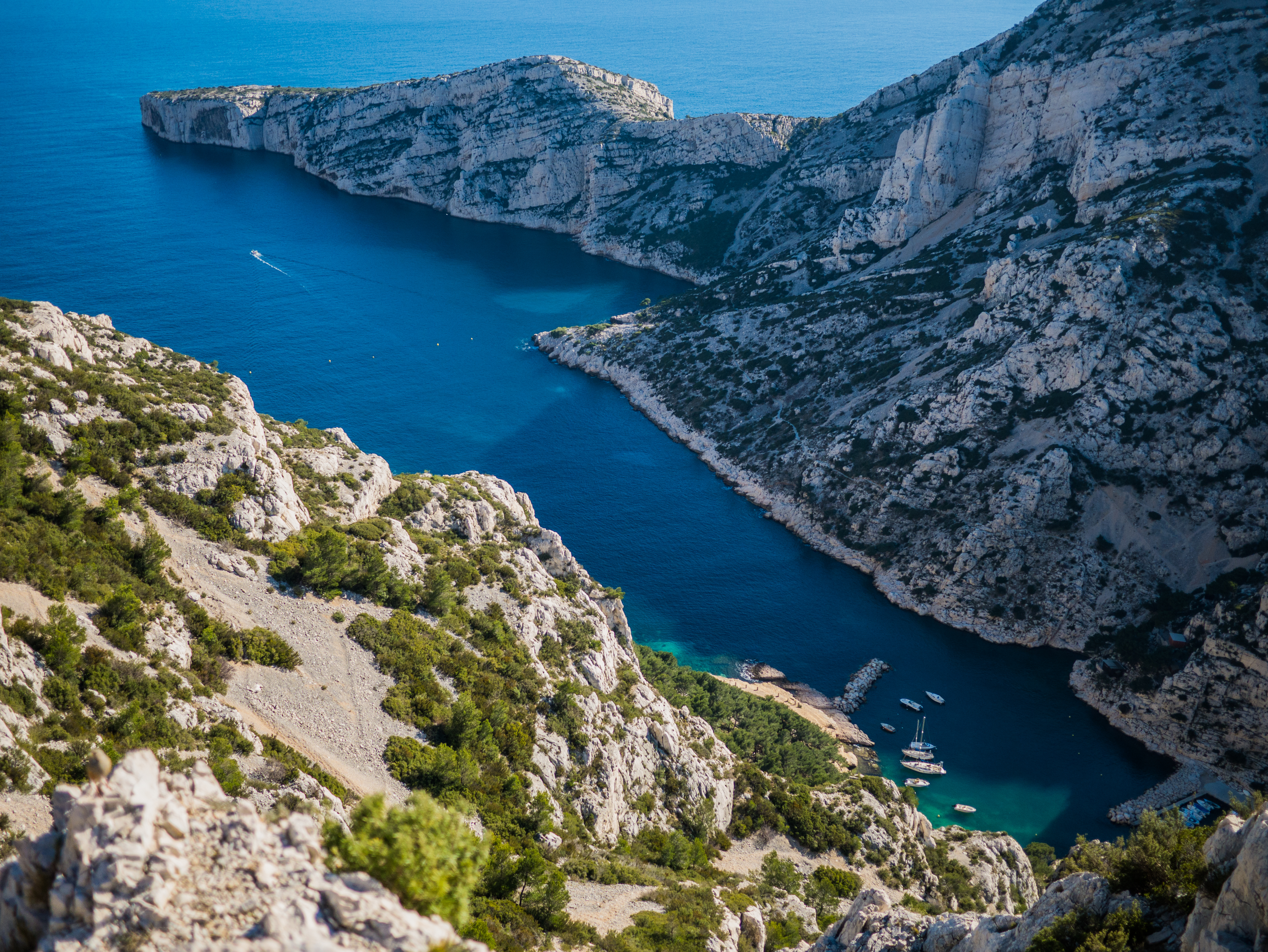
Massif des Calanques

Geographisch erstreckt sich die Calanques-Küste von den südlichen Vororten von Marseille bis La Ciotat, die im Département Bouches-du-Rhône in Südfrankreich liegen. Das Massif des Calanques (kurz Calanques genannt) liegt auf einer Länge von 20 Kilometern entlang der Küste zwischen Marseille und Cassis. Dazu gehören auch die Erhebungen des Massif de Marseilleveyre (432 m) und der Mont Puget (565 m). Zu den bekanntesten und größten Calanques gehören die Calanque de Marseilleveyre, de Sormiou, de Morgiou, de Sugiton, d’En-Vau, de Port-Pin und de Port-Miou. Letztere wurde zu einem Yachthafen ausgebaut. Das Massif des Calanques und die Küste von Cassis bis La Ciotat wurden im April 2012 zum Nationalpark Calanques (Parc National des Calanques) erklärt.

### Côte Bleue

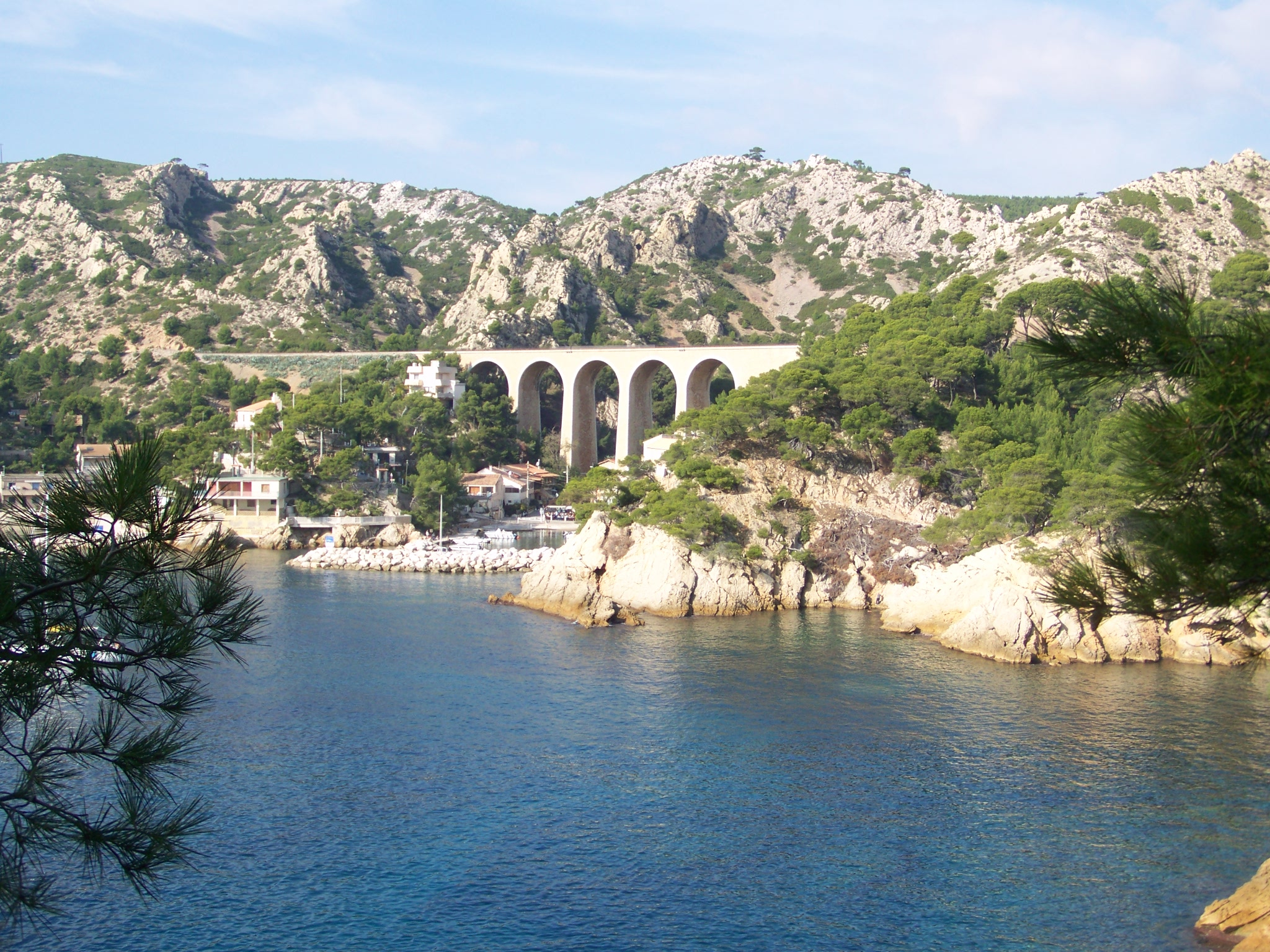
Côte Bleue bei Méjean

Die Côte Bleue ist ein Abschnitt der Mittelmeerküste im Département Bouches-du-Rhône, der sich von den westlichen Vororten von Marseille bis zur Mündung des Étang de Berre erstreckt. Der Name „Côte Bleue“ bezieht sich auf die Farbe des Wassers entlang der Chaîne de l’Estaque. Die Küste zwischen Carro (Hafen in der Gemeinde Martigues) und L’Estaque (Stadtteil von Marseille) besteht aus einer Reihe von Calanques, die kleine Häfen und teilweise schwer zugängliche Strände beherbergen. Von Ost nach West sind die wichtigsten Calanques:
- in der Gemeinde Le Rove: die Calanques de l’Establon, de La Vesse, de Figuerolles, de Niolon, du Jonquier, du Riflard und de l’Érevine (teilweise).
- in der Gemeinde Ensuès-la-Redonne: die Calanques de l’Érevine (teilweise), du Petit Méjean, du Grand Méjean, des Figuières, des Athénors, de la Redonne, du Puy und des Eaux salées (teilweise)
- in der Gemeinde Carry-le-Rouet: die Calanques des Eaux salées (teilweise) und de la Tuilière.

Die anderen Buchten von Carry-Le-Rouet bis La Couronne gelten nicht als Calanques, mit Ausnahme von La Tuilière (s. oben). Natura-2000-Gebiete sind seit 2006 die Felsen von Niolon und seit Mai 2016 das Gebiet Côte bleue – chaîne de l’Estaque.

### Massif de l’Esterel

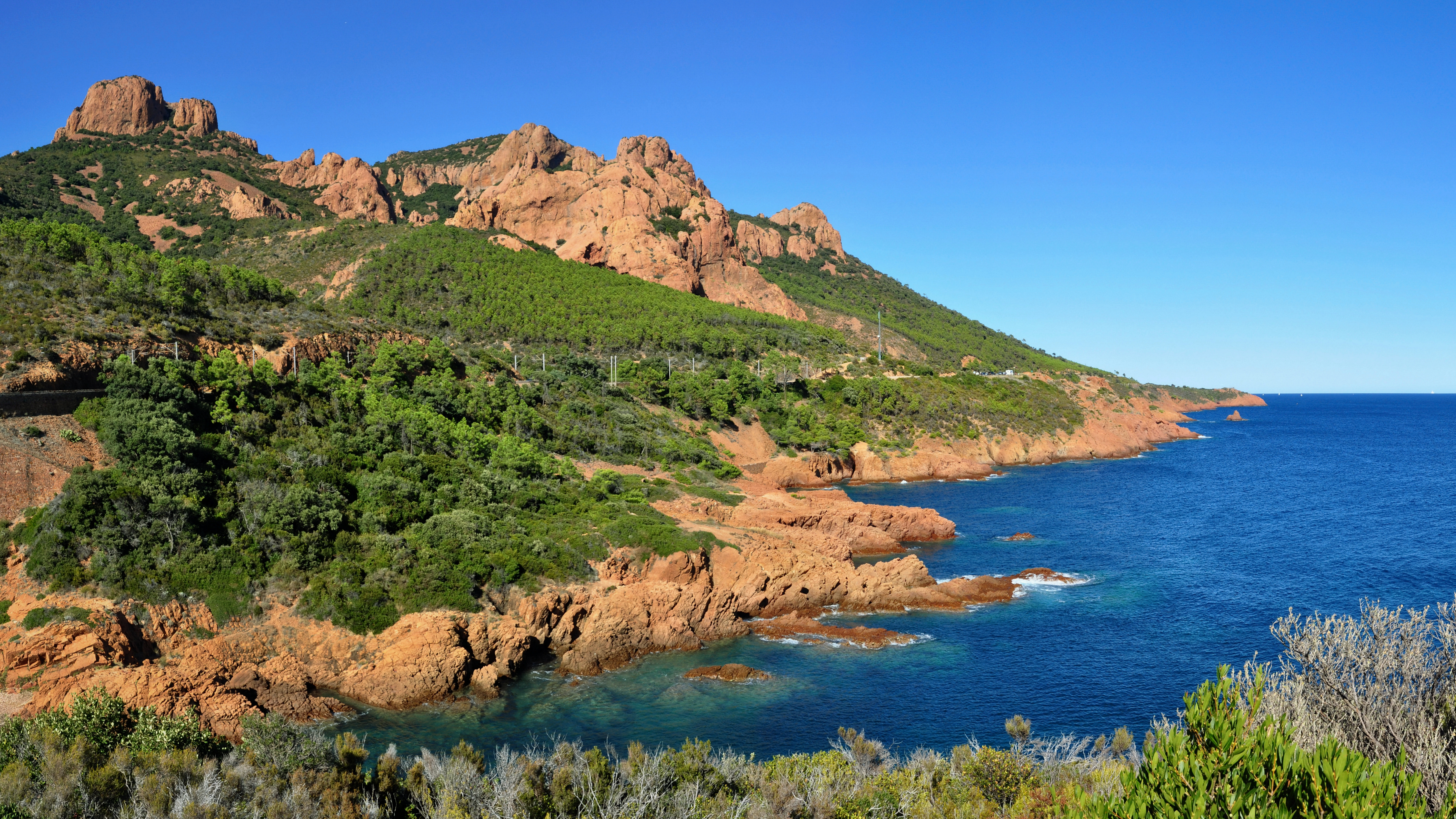
Calanque du Petit Canereit im Massif de l'Esterel

Das Massif de l’Esterel ist ein Mittelgebirge an der Côte d’Azur, gelegen zwischen Saint-Raphaël im Département Var und Mandelieu-la-Napoule im Département Alpes-Maritimes. Das Massiv besteht zum größten Teil aus vulkanischem Gestein, insbesondere aus Rhyolith, der ihm seine rötliche Grundfarbe gibt. Ein Netz von Verwerfungen durchzieht das Massiv in Nord-Süd- und West-Ost-Richtung. Das Massiv fällt steil mit zahlreichen Calanques zum Meer hin ab. Im Gegensatz zu den Calanques de Marseille sind die Calanques de l’Estérel leicht zugänglich, da sie in der Nähe der Küstenstraße Route départementale D1098 liegen. Die wichtigsten Calanques sind die Calanques de Santa-Lucia, des Anglais, du Brégançonnet, des Nissards, d’Anthéor, du petit Caneiret, de Maubois, d’Aurelle, de Maupas, des Deux Frères, de Saint-Barthélémy, de la Tripe und du Four à Chaux. Die Calanques des Massifs de l’Esterel gehören zum Parc Naturel Départemental de l’Esterel. Sie sind ein Natura-2000-Gebiet.

### Calanques auf Korsika

#### Calanche de Piana
Die Calanche de Piana (auf Korsisch Calanche di Piana) bestehen aus einer Ansammlung von Felsen, Gipfeln, mineralischen Skulpturen, Nadeln und Klippen aus rotem Granit. Sie überragen um 300 m das Mittelmeer am Südufer des Golfs von Porto, auf halbem Weg zwischen Ajaccio und Calvi. Die Übersetzung von calanche mit calanque ist unglücklich, da es keine Analogie gibt zwischen der Entstehung der Felsformationen der Calanche de Piana und der fluvialen Erosion der Calanques in der Provence. Die Verwendung des korsischen Namens Calanche wird in Frankreich bevorzugt.

#### Calanques de Bonifacio

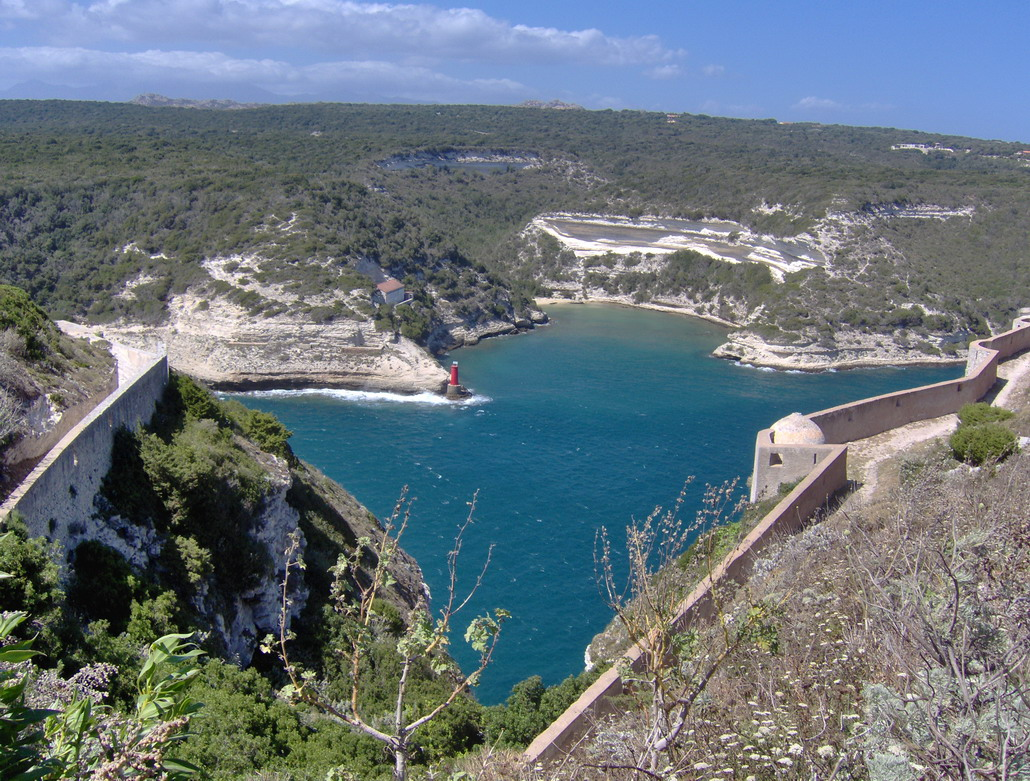
Blick auf die Calanque de Catena am Goulet de Bonifacio

Das Kalkplateau von Bonifacio liegt im äußersten Süden Korsikas zwischen der Plage de Balistra bzw. dem Étang de Balistra im Nordosten und der Plage de Paraguan im Südwesten. Es umfasst eine Fläche von 25 km², ist 14 Millionen bis 20 Millionen Jahre alt und besteht aus subhorizontalen Kalkablagerungen aus dem Unter- bis Mittel-Miozän. Das Plateau ruht auf variszischem Granit und besitzt eine durchschnittliche Mächtigkeit von 80 m. Das Kalkplateau setzt sich unter dem Meeresspiegel fort. Das Plateau ist verkarstet, und die Entstehungsgeschichte der in Buchten endenden Trockentäler ist identisch zu der von den Calanques in der Provence. Zu nennen sind Goulet de Bonifacio, die teilweise den Jachthafen von Bonifacio beherbergt mit den Seitenarmen Calanque de l’Arinella und Calanque de la Catena. Etwas westlich liegen die Calanque de Fazzio und die Calanque de Tavonata.

## Anmerkung
1. ↑  Das Institut national de l’information géographique et forestière (IGN) verwendet den korsischen Begriff Calanche.